# Yacine Hammadi
Yacine Hammadi (né le 22 novembre 1973 à Khenchela) est un homme politique algérien. 

## Biographie
Yacine Hammadi obtient son baccalauréat en 1992 avant de poursuivre ses études à l'ENA et à la faculté de droit d'Alger
Il a occupé plusieurs fonctions dont notamment celle de secrétaire général au ministère du Tourisme, de l’Artisanat et du Travail Familial.
Le 7 juillet 2021 lors d'un remaniement ministeriel, il est nommé par le président Tebboune, ministre du Tourisme et de l'Artisanat de l'Algérie. Il remplace alors Mohamed Ali Boughazi au sein du nouveau gouvernement d’Aïmene Benabderrahmane,.
Le 16 mars 2023, il est destitué de ses fonctions dans le cadre d'un remaniement ministeriel. Il est remplacé par Mokhtar Didouche.

## Vie privée
Il est marié et père de quatre enfants.